# Kalibagor (Kalibagor)
Kalibagor is een bestuurslaag in het regentschap Banyumas van de provincie Midden-Java, Indonesië. Kalibagor telt 7176 inwoners (volkstelling 2010).